# Cuchilla de Marincho
Die Cuchilla de Marincho ist eine Hügelkette in Uruguay.
Sie befindet sich auf dem Gebiet des Departamentos Flores. Die Cuchilla de Marincho erstreckt sich von der Cuchilla Grande Inferior in etwa ausgehend vom Oberlauf des Río San José in nordwestlicher Richtung. Sie reicht bis zum linksseitigen Ufer des Río Negro bei der Mündung des Arroyo Grande.